# Småskeidet
Småskeidet (norwegisch) ist ein Gletscher in der Orvinfjella des ostantarktischen Königin-Maud-Lands. Er liegt westlich des Mørkenatten im Schtscherbakowgebirge.
Wissenschaftler des Norwegischen Polarinstituts benannten ihn 1968.